# La febbre del sabato sera
La febbre del sabato sera (Saturday Night Fever) è un film musicale del 1977 diretto da John Badham.
La pellicola, che diede notorietà mondiale all'attore John Travolta, venne concepita come un vero e proprio omaggio alla disco music e al fascino dominante negli anni settanta. Le musiche vennero arricchite dai successi musicali in voga all'epoca, soprattutto dalle canzoni originali dei Bee Gees (in particolare il brano Stayin' Alive), che con la pellicola ritrovarono una nuova stagione di gloria.
Il film ebbe un successo straordinario. La colonna sonora della pellicola vendette circa 41 milioni di copie in tutto il mondo; all'epoca diventò il disco più venduto di sempre, primato che mantenne fino alla pubblicazione di Thriller di Michael Jackson, ed occupa tuttora il quarto posto nella classifica dei lavori discografici con maggiore successo commerciale. Il film fu il primo a dare vita ad un vero e proprio cross-media marketing, grazie anche a diversi derivati che lo promossero per lungo tempo.
Nel 2010, La febbre del sabato sera è entrato a far parte della National Film Registry, che lo ha definito "storicamente e culturalmente significativo".

## Trama
New York, anni settanta. Anthony Manero, detto Tony, è un diciannovenne italo-americano dal carattere estroverso ma impulsivo e superficiale che vive a Bay Ridge, nel sud-ovest di Brooklyn. Tony lavora come commesso in un negozio di vernici e frequenta un gruppo di connazionali, con i quali non perde l'occasione di compiere bravate, approfittare della loro ingenua amica Annette e scatenare risse con bande rivali, tra cui i Barracudas, un gruppo di portoricani.
Ogni sabato sera Tony frequenta, assieme ai suoi amici Joey, Gus, Double J. e Bobby C., la discoteca 2001 Odyssey, ambiente in cui, grazie alla sua notevole abilità nel ballo, che di fatto è il suo unico vero talento, si è guadagnato il rispetto dei coetanei e l'ammirazione delle donne, delle quali però non ha grande interesse ad approfittare sessualmente, a differenza dei suoi amici.
Una sera Gus viene aggredito e picchiato in strada da una banda di ispanici, finendo in ospedale. Supponendo che siano stati i Barracudas, Tony e i suoi amici organizzano una spedizione punitiva, dalla quale escono vittoriosi, per poi scoprire di aver pestato la banda sbagliata.
Nel frattempo Annette, innamorata di Tony, gli propone di fare coppia con lei per partecipare a una gara di ballo che si terrà nelle settimane successive al 2001 Odyssey. Tony inizialmente accetta, pur avvertendola di non avere alcuna intenzione di instaurare una relazione affettiva stabile. Pochi giorni dopo, però, nella scuola di ballo che frequenta, Tony reincontra una ragazza che aveva giá notato in discoteca: Stephanie Mangano, anche lei italo-americana ma dal carattere molto più maturo e volitivo rispetto al protagonista. Osservando la grande abilità come ballerina di Stephanie, Tony se ne invaghisce e le propone di sostituire Annette come sua compagna di gara. Stephanie acconsente, ma a condizione che il loro rapporto non si estenda oltre il ballare insieme. Tony e Stephanie iniziano così una frequentazione più o meno regolare; Stephanie rivela a Tony di aver lasciato Brooklyn per trasferirsi a Manhattan, barcamenandosi come giornalista e segretaria, e di essere infatuata del mondo delle celebrità, con cui è continuamente a contatto e di cui passa molto tempo a parlare, spesso finendo anche per annoiare Tony e la sua compagnia.
Il giorno della competizione, i due si esibiscono sulle note di More Than a Woman dei Bee Gees e, grazie alle simpatie del pubblico, ottengono la vittoria, superando un'assai più meritevole coppia portoricana. Disgustato ed incapace di accettare riconoscimenti non meritati per quanto riguarda il ballo, Tony cede il premio ai portoricani e, rendendosi conto che l'unica cosa che desidera davvero è conquistare Stephanie, glielo dimostra brutalmente in auto, provando a violentarla, ma la ragazza riesce a difendersi e a fuggire via.
Nella stessa serata gli amici di Tony, ubriachi, abusano di Annette mentre Tony tenta invano di dissuaderli, per poi lanciarsi in un'ennesima bravata sul ponte di Verrazzano, facendo acrobazie tra cavi e piloni. Qualcosa va però storto e a farne le spese è il giovanissimo Bobby, apparentemente il più equilibrato, ma spesso emarginato per le sue origini portoricane e per il suo benessere economico. Nei giorni precedenti, Bobby aveva chiesto consigli ai suoi amici e al fratello di Tony, Frank Jr., un sacerdote cattolico recentemente uscito dalla Chiesa, in quanto aveva messo incinta la sua ragazza e non era riuscito a farla abortire, ma le sue richieste di aiuto erano rimaste inascoltate. Tony assiste così alla tragica morte del ragazzo, che precipita suicida nel fiume, senza riuscire a intervenire.
La tragedia porta il protagonista a rivedere il suo atteggiamento superficiale verso la vita; abbandonata la combriccola e dopo una notte di sofferenza passata in metropolitana, Tony raggiunge Stephanie a casa sua per scusarsi e per dirle di aver iniziato a cercare un nuovo impiego e lei decide di perdonarlo, a patto che si consolidi una sincera amicizia.

## Produzione
Il film, girato nei mesi di luglio e agosto del 1977, è tratto da una pseudo-inchiesta giornalistica del settimanale New York sulla sottocultura disco "popolare". Le riprese si svolsero interamente a Brooklyn, nella zona sud-occidentale della città presso il ponte di Verrazzano, Bay Ridge, Sunset Park e in varie strade e luoghi della provincia, tra cui spicca il 2001 Odyssey, discoteca che si chiamava così anche nella realtà.
Il budget relativamente basso del film (3,5 milioni di dollari) fece sì che quasi tutti gli attori fossero ignoti al grande pubblico. Molti di loro furono reclutati dalla scena teatrale newyorkese e per più del 40% di loro si trattò del debutto cinematografico. L'unico attore del cast già relativamente conosciuto era proprio il protagonista John Travolta, grazie al suo ruolo nella sitcom I ragazzi del sabato sera (la serie, precedente il film e nota in inglese come Welcome Back, Kotter, fu trasmessa per la prima volta in Italia nel 1980 con questa denominazione, proprio sulla scia del grande successo del film al botteghino).
Ann ed Helen Travolta, rispettivamente sorella e madre di John nella vita reale, appaiono come comparse quali una ragazza della pizzeria "Lenny's" e una cliente del negozio di vernici. Il film segna anche l'esordio dell'attrice Fran Drescher, che recita nella piccola parte di Connie, una ragazza che il protagonista incontra nella discoteca e che lo scambia per Al Pacino; l'attrice diverrà poi famosa con la sitcom La tata.

## Distribuzione
Il film uscì nelle sale statunitensi venerdì 16 dicembre 1977, una settimana dopo il disco contenente la colonna sonora che balzò al primo posto delle classifiche discografiche. In Italia, il film uscì lunedì 13 marzo 1978. L'Italia fu il secondo Paese europeo in cui il film venne distribuito, preceduto dalla prima a Londra nel febbraio 1978.
Il film è stato distribuito nelle sale il 13 marzo dello stesso anno con il divieto ai minori di anni 14, mentre negli Stati Uniti è stato classificato con un parents guidance (con accompagnamento). Nel Regno Unito è stato invece vietato ai minori di 16 anni. In alcuni paesi asiatici è stato sottoposto al totale sequestro giudiziario.

### Edizione italiana
Il primo doppiaggio del film fu eseguito dalla DEFIS. Per il linguaggio e le situazioni non adatte ai minori, la versione italiana per le sale presenta una serie di tagli e adattamenti di alcune scene e di alcuni dialoghi, che avrebbero procurato altrimenti il divieto ai minori di anni 18. Tra i passaggi censurati ci sono una scena intima in auto tra Tony e Annette e una in discoteca in cui Tony chiede a una cubista di esibirsi in un numero di striptease sulle note di If I Can't Have You di Yvonne Elliman.
Nella prima edizione il personaggio di Stephanie viene accreditato con il cognome Mango anziché come Mangano. Una versione integrale con nuovo doppiaggio è stata resa disponibile in DVD nel 2002.

## Accoglienza

### Incassi
Il film si è rivelato essere un grande successo al botteghino, rivelandosi uno dei film musicali di maggior incasso dell'epoca, primato condiviso con il film del 1978 Grease, anch'esso interpretato da John Travolta al fianco di Olivia Newton-John. La pellicola incassò $94 213 182 negli Stati Uniti e $142 900 000 nel resto del mondo, con un guadagno complessivo di $237 113 184.

### Critica
La pellicola venne accolta da recensioni e pareri positivi dalla maggior parte dei critici, molti dei quali la definirono il film più bello dell'anno, nonché uno dei migliori degli anni settanta.
Secondo l'aggregatore Rotten Tomatoes, il film ha un indice di gradimento dell'88%, calcolato sulla base di 43 recensioni. Metacritic gli assegna invece un punteggio di 77 punti su 100, indicante "recensioni generalmente favorevoli" sulla base di critiche rilasciate da 7 recensori. Nel 2004 il film è stato aggiunto nella lista dei "1000 Migliori film di tutti i tempi" stilata dal New York Times, mentre nel 2010 è entrato nella National Film Registry della Biblioteca del Congresso per il suo valore "storicamente e culturalmente significativo".
Il critico Gene Siskel del Chicago Sun-Times ha così descritto il film: "Un minuto all'interno de La febbre del sabato sera può darvi un'idea degli eccessi e dell'energia delle discoteche, e sapete bene a cosa mi riferisco". Siskel lodò anche l'"energetica" performance di Travolta: "Travolta sulla pista da ballo è come un pavone sotto anfetamine. Si esibisce come un pazzo".
Pauline Kael del New Yorker ha pubblicato nell'autunno del 1978 una recensione altrettanto positiva: "Il modo in cui La febbre del sabato sera è stato diretto e filmato è tale da farci sentire il ritmo della discoteca. Sono le migliori scene di ballo mai girate. E poi Travolta... Travolta è riuscito ad interpretare un personaggio incapace di mostrare una nota falsa; anche l'accento di Brooklyn suona impeccabile... La febbre del sabato sera, a modo suo, ci trasmette qualcosa di romantico: hai bisogno di muoverti, di ballare, e puoi essere tutto quello che vuoi; e quando la musica finisce, torni ad essere normale."

## Colonna sonora
La colonna sonora de La febbre del sabato sera venne pubblicata il 10 dicembre 1977, una settimana prima dell'uscita del film nelle sale cinematografiche.
Nell'album vennero inseriti anche due brani non presenti nel film, ovvero Jive Talkin' dei Bee Gees e Calypso Breakdown di Ralph MacDonald; il disco scalò immediatamente le classifiche musicali, fino a conquistare la vetta della Billboard 200 negli Stati Uniti d'America, dove rimase per ben 24 settimane consecutive, risultando il disco più venduto dell'anno in vari Paesi, tra cui Italia, Australia, Canada, Regno Unito, Germania e Spagna, occupando la prima posizione nelle classifiche di più di 30 nazioni.
Le vendite del disco vennero incrementate anche dai molti singoli estratti. Ne sono esempi Stayin' Alive, ritenuto generalmente il brano più famoso e rappresentativo dei Bee Gees, nonché How Deep Is Your Love e Night Fever, diventate vere e proprie hit simbolo della disco music e della cultura degli anni settanta in generale.

### Tracce
1. Stayin' Alive, Bee Gees - 4:45
2. How Deep Is Your Love, Bee Gees - 4:05
3. Night Fever, Bee Gees - 3:33
4. More Than a Woman, Bee Gees - 3:17
5. If I Can't Have You, Yvonne Elliman con Paulinho Da Costa e Freddie Perren - 3:00[18]
6. A Fifth of Beethoven, Walter Murphy - 3:03
7. More Than a Woman, Tavares con Paulinho Da Costa - 3:17
8. Manhattan Skyline, David Shire con Abraham Laboriel e Lee Ritenour - 4:44
9. Calypso Breakdown, Ralph MacDonald - 7:50
10. Night on Disco Mountain, David Shire con Mike Baird e Lee Ritenour - 5:12
11. Open Sesame, Kool & the Gang - 4:01
12. Jive Talkin', Bee Gees - 3:43
13. You Should Be Dancing, Bee Gees - 4:14
14. Boogie Shoes, KC and the Sunshine Band - 2:17
15. Salsation, David Shire con Lee Ritenour - 3:50
16. K-Jee, MFSB - 4:13[19]
17. Disco Inferno, The Trammps - 10:51

* I brani inediti Dr. Disco e Disco Duck, entrambi eseguiti da Rick Dees, vengono suonati nel film ma non sono inclusi nell'album.

## Opere derivate

### Musical
Il film ha ispirato un omonimo jukebox musical realizzato per la prima volta nel 1998 al Teatro del West End di Londra. Il formato è stato poi replicato nel 1999 a Broadway.

#### Italia
Un musical ispirato al film è stato prodotto anche in Italia da Planet Musical con la regia di Massimo Romeo Piparo e la partecipazione di Simone Di Pasquale, Hoara Borselli e Stefano Masciarelli.
Nella tarda stagione teatrale del 2012 la Stage Entertainment ha prodotto una nuova versione italiana del musical al Teatro Nazionale di Milano. Nel dicembre 2016 ha debuttato infine una nuova produzione del Teatro Nuovo.

### Sequel
Nel 1983 è stato girato un sequel, Staying Alive, diretto da Sylvester Stallone e con protagonista sempre John Travolta. Pur riscuotendo un ottimo successo al botteghino, la pellicola ha ricevuto critiche ampiamente negative e detiene un raro rating dello 0% su Rotten Tomatoes.

## Citazioni e omaggi
- La commedia sentimentale italiana John Travolto... da un insolito destino (1979) è incentrata su un sosia dell'attore americano, innamorato di una disc jockey interpretata da Ilona Staller (all'epoca ancora non affermata come attrice pornografica).
- Il film del 2008 Tony Manero, diretto dal regista Pablo Larraín, è incentrato su un ballerino cileno ossessionato dal protagonista de La febbre del sabato sera, che cerca di vincere un concorso di sosia di Tony Manero.
- Nel film comico L'aereo più pazzo del mondo viene mostrato un flashback del protagonista in cui si parodia la gara di ballo di Manero.[20]
- In un episodio della contemporanea serie televisiva L'incredibile Hulk, il protagonista vaga per New York sotto le sembianze del mostro e si scorge un cinema con il film in programmazione.
- Nel film d'animazione Madagascar, nella scena in cui la zebra Marty cammina per le strade di New York dopo la fuga dallo zoo, viene fatto un primo piano delle sue zampe e l'animale si ferma inoltre a fissare una donna con una maglietta a strisce simile al suo manto, il tutto con in sottofondo Stayin' Alive dei Bee Gees (palese richiamo alla scena iniziale de La febbre del sabato sera).
- Nel film del 1995 In viaggio con Pippo, nella scena in cui Pippo e suo figlio Max sono chiusi in macchina per sfuggire a Bigfoot, quest'ultimo inizia a ballare sulle note di Stayin' Alive nella stessa maniera resa celebre da Tony Manero.
- Nel film Ready Player One i due protagonisti Parzifal ed Artemis improvvisano una gara di ballo sulle note di Stayin' Alive, esibendosi su una piattaforma colorata che ricorda il pavimento della discoteca 2001 Odissey.
- In The Confessions Tour del 2006, la cantante Madonna ha omaggiato il film cantando la sua hit Music mixata con Disco Inferno dei Trammps, vestita con un completo bianco analogo a quello di Tony Manero.
- Il video musicale del brano Go Robot dei Red Hot Chili Peppers è in gran parte ispirato al film di Badham, e ricrea la scena di apertura nonché i personaggi del film (interpretati dai membri della band).

### AFI's 100 Years
Nella lista delle 100 migliori canzoni del cinema statunitense, redatta dall'AFI, Stayin' Alive dei Bee Gees è arrivata nona. 

## Riconoscimenti
- 1978 - Premio Oscar
  - Candidatura Migliore attore protagonista a John Travolta
- 1978 - Golden Globe
  - Candidatura Miglior film commedia o musicale
  - Candidatura Miglior attore in un film commedia o musicale a John Travolta
  - Candidatura Migliore colonna sonora originale a Barry Gibb, Maurice Gibb, Robin Gibb e David Shire
  - Candidatura Migliore canzone originale (How Deep Is Your Love?) a Barry Gibb, Maurice Gibb e Robin Gibb
- 1979 - Premio BAFTA
  - Candidatura Miglior colonna sonora a Barry Gibb, Maurice Gibb e Robin Gibb
  - Candidatura Miglior sonoro a Michael Colgan, Les Lazarowitz, John Wilkinson, Robert W. Glass Jr., John T. Reitz
- 1979 - Grammy Award
  - Album dell'anno a The Bee Gees e Arif Mardin
- 1977 - National Board of Review Awards
  - Migliori dieci film
  - Miglior attore protagonista a John Travolta
- 1977 - New York Film Critics Circle Awards
  - Candidatura Miglior attore protagonista a John Travolta
  - Candidatura Miglior attrice non protagonista a Donna Pescow
- 1978 - WGA Award
  - Candidatura Miglior sceneggiatura a Norman Wexler
- 1978 - Golden Screen
  - Golden Screen
- 1977 - National Society of Film Critics Awards
  - Candidatura Miglior attore protagonista a John Travolta

Nel 2010 è stato scelto per essere conservato nel National Film Registry della Biblioteca del Congresso degli Stati Uniti.